# Зорниця (Бургаська область)
Зорни́ця (болг. Зорница) — село в Бургаській області Болгарії. Входить до складу общини Средець.

## Населення
За даними перепису населення 2011 року у селі проживали 362 особи.
Національний склад населення села:
| Національність   | Кількість осіб | Відсоток |
| ---------------- | -------------- | -------- |
| болгари          | 350            | 96,7%    |
| турки            | 6              | 1,7%     |
| цигани           | 6              | 1,7%     |
| інша             | 0              | 0%       |
| не визначились   | 0              | 0%       |
| Всього відповіли | 362            |          |

Розподіл населення за віком у 2011 році:
Динаміка населення: